# هنري ك. ميرفي
هنري ك. ميرفي (بالإنجليزية: Henry C. Murphy)‏ هو دبلوماسي ومؤرخ ولغوي ومترجم ومحامي وسياسي أمريكي، ولد في 5 يوليو 1810 في بروكلين في الولايات المتحدة، وتوفي بنفس المكان في 1 ديسمبر 1882. حزبياً، نشط في الحزب الديمقراطي. وقد انتخب سفير وانتخب عضو مجلس ولاية نيويورك وانتخب عضو مجلس النواب الأمريكي.